# Efes Ukraine
Efes Ukraine — українська компанія-виробник пива. Належить компанії Efes Breweries International, яка в свою чергу входить до міжнародної групи Anadolu Efes — 5-го найбільшого в Європі виробника пива (за даними Euromonitor), а також 6-го найбільшого у світі бутилювальника продукції Coca-Cola. Група Efes включає 16 пивних заводів, 6 солодовень та 23 заводи з розливу напоїв Coca-Cola у 16 країнах світу. Продукція Efes представлена у 85 країнах світу. Хоча Anadolu Efes і була заснована в Туреччині, основний оборот компанії припадає на Росію, там же розташована значна частина підприємств компанії. Станом на червень 2017 року офіційний сайт хоч і працює, але інформації щодо діяльності немає, швидше всього через те, що єдиний український завод знаходиться у Донецьку.

## Історія
Efes вийшла на ринок України на початку 2012, у результаті стратегічного альянсу з міжнародною групою SABMiller (почала працювати в Україні у липні 2008). Згідно умов альянсу, SABMiller передав свої активи в Україні та Росії у власність Efes Breweries International, в обмін на 24% акцій групи компаній Efes. M&A угода мала місце у березні 2012, а інтеграція українського підрозділу до групи Efes завершилася у листопаді 2012 ребрендингом компанії та її перейменуванням на Efes Ukraine (ПрАТ «Ефес Україна»).
Попри трансформаційні процеси, у 2012 році компанія не призупиняла свою діяльність. Бізнес успішно розвивався, компанія Efes Ukraine збільшила потужності на 34%, і за результатами минулого року показала відмінні результати: продажі у 2012 в порівнянні з попереднім роком зросли на 14%, не дивлячись на загальне падіння ринку пива в країні на 4,4%.
У 2013 році Efes Ukraine розпочала активний розвиток свого портфоліо брендів і навіть увійшла до Книги рекордів України як компанія, що випустила найбільшу кількість нових брендів (п'ять) протягом мінімального терміну (один місяць). Рекорд було зафіксовано після того, як у квітні 2013 року, напередодні пивного сезону, компанія розпочала випуск в Україні продукції під торговими марками «Белый Медведь», «Старый Мельник», «Жигулівське Розливне», «Кружка Свіжого» та Amsterdam Navigator.
За результатами 2013 року виробництво та реалізація продукції Efes Ukraine зросли на 26% у порівнянні з 2012. Середньорічна доля ринку компанії у 2013 збільшилася на 2% і склала 8,2% (за даними AC Nielsen).
За 6 міс. 2014 р. Efes Ukraine виробила 14.7 млн дал пива, що на 39% більше за результати 1 півріччя 2013 р.
Наразі Efes Ukraine виробляє, а також імпортує до України популярні місцеві та міжнародні марки пива: Miller Genuine Draft, Velkopopovický Kozel, Pilsner Urquell, REDD'S, Efes Pilsener, Grolsch Premium Lager, «Старый Мельник», «Жигулівське Розливне», «Золотая Бочка», Amsterdam Navigator, «Кружка Свіжого», «Белый Медведь», «Сармат», «Жигулівське», «Добрий Шубін».